# Zwitserland op het Eurovisiesongfestival 1984
Zwitserland nam deel aan het  Eurovisiesongfestival 1984, gehouden in Luxemburg, Luxemburg. Het was de 29ste deelname van het land.

## Selectieprocedure
Men koos ervoor om een nationale finale te houden. Deze vond plaats in Lugano, en werd gepresenteerd door Ezio Guidi en Natasha Giller.
Aan deze finale deden 9 acts mee en de winnaar werd bepaald door 3 regionale jury's, een journalistenpanel en expertjury.
| Volgorde | Artiest                     | Lied                                 | Punten | Plaats |
| -------- | --------------------------- | ------------------------------------ | ------ | ------ |
| 1        | Nando Morandi & Mauro Monti | Liberi                               | 17     | 5      |
| 2        | Andy L.                     | Musica                               | 16     | 5      |
| 3        | Milo & Pina                 | Piccola sarà                         | 5      | 9      |
| 4        | Martin Richard Trio         | (Je veux) vivre d'amour              | 9      | 8      |
| 5        | Carol Rich                  | Tokyo-boy                            | 13     | 7      |
| 6        | Manuela Felice              | Wo die Lieder sind                   | 18     | 3      |
| 7        | Krypton                     | Per te                               | 20     | 2      |
| 8        | Arlette Zola                | Emporte-moi                          | 18     | 3      |
| 9        | Rainy Day                   | "Welche Farbe hat der Sonnenschein?" | 24     | 1      |

## In Luxemburg
Zwitserland moest als zeventiende aantreden op het festival, net na Finland en voor Italië. Op het einde van de puntentelling bleek dat ze 30 punten hadden verzameld, goed voor een 16de plaats.
Nederland had geen punten en België 5 punten over voor de Zwitserse inzending.

### Gekregen punten

#### Finale
| 12 punten | 10 punten             | 8 punten     | 7 punten | 6 punten                    |
| --------- | --------------------- | ------------ | -------- | --------------------------- |
|           | - Verenigd Koninkrijk | - Denemarken |          |                             |
| 5 punten  | 4 punten              | 3 punten     | 2 punten | 1 punt                      |
| - België  | - Italië              |              |          | - Cyprus - Finland - Zweden |

### Punten gegeven door Zwitserland

#### Finale
Punten gegeven in de finale:
| 12 punten | Ierland    |
| 10 punten | Zweden     |
| 8 punten  | Portugal   |
| 7 punten  | Italië     |
| 6 punten  | Turkije    |
| 5 punten  | Nederland  |
| 4 punten  | Frankrijk  |
| 3 punten  | Spanje     |
| 2 punten  | Noorwegen  |
| 1 punt    | Denemarken |

1956 · 1957 · 1958 · 1959 · 1960 · 1961 · 1962 · 1963 · 1964 · 1965 · 1966 · 1967 · 1968 · 1969 · 1970 · 1971 · 1972 · 1973 · 1974 · 1975 · 1976 · 1977 · 1978 · 1979 · 1980 · 1981 · 1982 · 1983 · 1984 · 1985 · 1986 · 1987 · 1988 · 1989 · 1990 · 1991 · 1992 · 1993 · 1994 · 1995 · 1996 · 1997 · 1998 · 1999 · 2000 · 2001 · 2002 · 2003 · 2004 · 2005 · 2006 · 2007 · 2008 · 2009 · 2010 · 2011 · 2012 · 2013 · 2014 · 2015 · 2016 · 2017 · 2018 · 2019 · 2020 · 2021 · 2022 · 2023 · 2024 · 2025